# Saint-Hymer
Saint-Hymer je francouzská obec v departementu Calvados v regionu Normandie. Žije zde 668 obyvatel.

## Geografie

### Sousední obce
| Růžice kompasu | Reux      | Pont-l'Évêque |                     | Růžice kompasu |
| Růžice kompasu | Clarbec   | Sever         | Pierrefitte-en-Auge | Růžice kompasu |
| Růžice kompasu | Clarbec   | Saint-Hymer   | Pierrefitte-en-Auge | Růžice kompasu |
| Růžice kompasu | Clarbec   | Jih           | Pierrefitte-en-Auge | Růžice kompasu |
| Růžice kompasu | Formentin | Le Torquesne  | Le Breuil-en-Auge   | Růžice kompasu |